# Pedro Lorenzo de la Nada
Pedro Lorenzo de La Nada est un prêtre dominicain espagnol missionnaire en Nouvelle-Espagne au XVIe siècle.

## Biographie
On connaît peu de chose sur le passé de Pedro Lorenzo de La Nada si ce n'est qu'après être entré chez les dominicains en Espagne, il fait ses études théologiques à l'Université de Salamanque. Répondant à l'appel missionnaire, il part pour la Nouvelle-Espagne vers l'an 1560. Il arrive sur le continent américain à Puerto Caballos. Après un temps d'adaptation au couvent de La Ciudad Real (aujourd'hui San San Cristóbal de las Casas dans le Chiapas) il est envoyé en 1561 dans la province de Los Zendales, une région bordant la jungle et où vivent les indiens parlant le Lacandón. Il se rend aussi dans les régions où l'on parle la langue Ch'ol et le Tseltal, régions alors inexplorées et non encore évangélisées.
Vers 1564, sous l'action des dominicains, le peuple Pochuta vivant autour de la localité d'Ocosingo se convertit à la foi catholique. Cette même année, il prend la route vers le nord et rejoint la région du Chiapas. En 1567, il fonde une mission près des ruines d'une cité maya qui deviendra la ville de Palenque,. Il est aussi derrière la fondation d'autres missions qui deviendront ensuite les villes de Tumbalá, de Bachajón et de Yajalón. 
Il disparaît dans la jungle près de San Cristóbal de Las Casas alors qu'il se rendait dans la région de Tabasco.